# Тандыр кавап

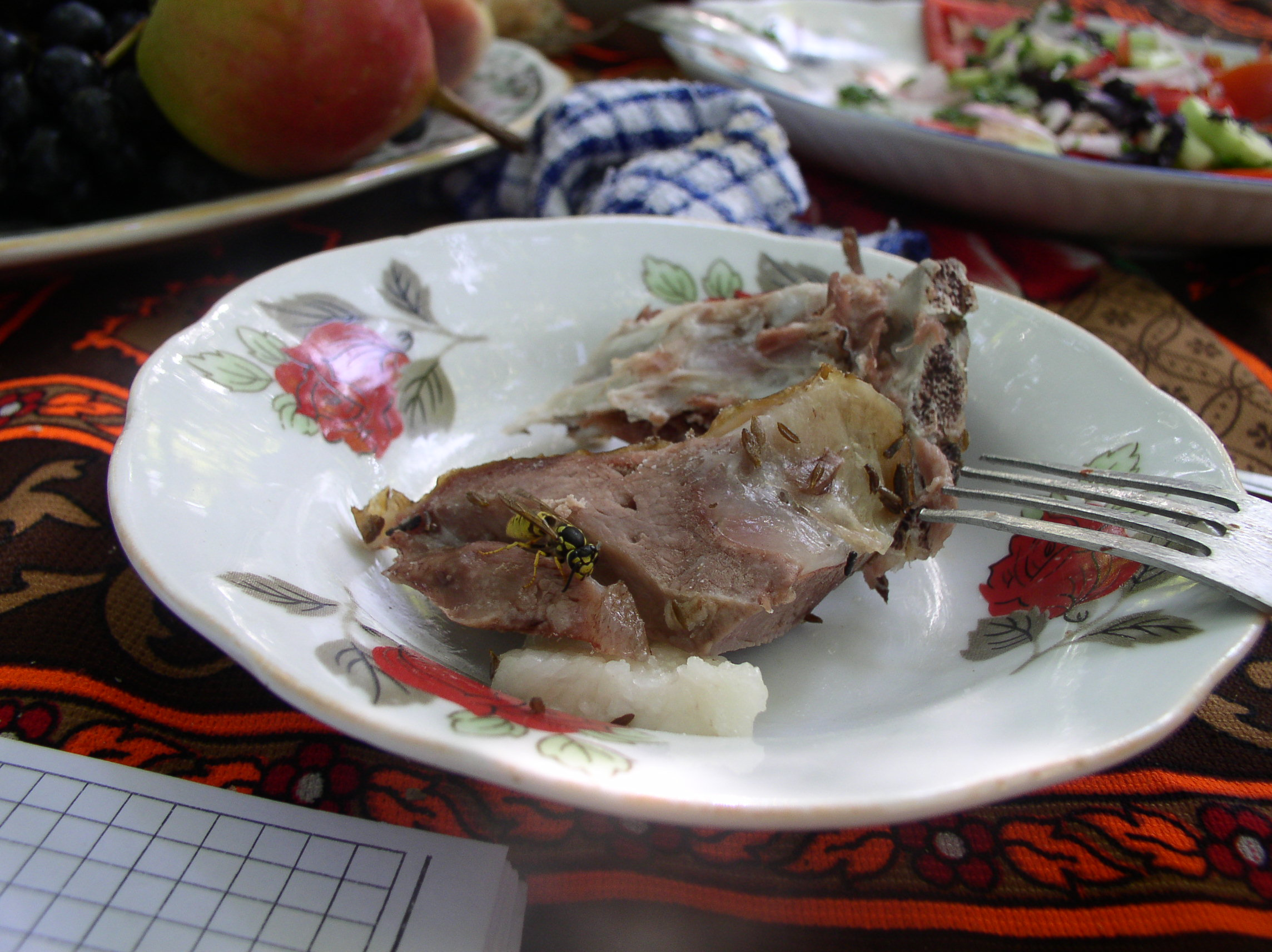
Тандыр-кебаб в одном из кафе Ташкента

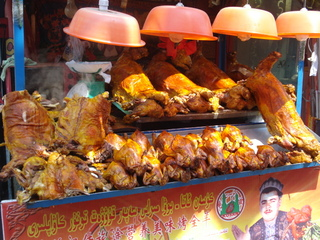
Уйгурский тандыр-кебаб в Урумчи, КНР

Тандыр-кебаб или Тандур-гушт (тадж. "гушт" мясо, уйг. tono kavap‎узб. tandir kabob; от «тандыр» и «кебаб») — блюдо из жареного мяса[уточнить] (кебаб), запечённого в тандыре. Национальное блюдо народов ЦА.   
Для приготовления блюда обычно используется мясо курдючных баранов, в горных районах — мясо козлов. Варианты из говядины и некурдючной баранины считаются менее аутентичными.
В процессе приготовления мясо приправляется хвоей арчи, что придаёт ему своеобразный вкус, — арчовые ветки кладутся и в очаг для ароматизации дыма. Но т. к. в современной Средней Азии арча уже стала редкостью (и во многих местах её рубка запрещена), то часто используют замену в виде тутовника, виноградной лозы и других древесных растений, дающих сильный аромат при сжигании и нагревании.
Сочетание сильного жара и ограниченного доступа воздуха в тандыре придаёт мясу особую нежную текстуру. Полуготовый тандыр-кебаб выкладывают для доводки на железный противень. Полностью готовое блюдо подают со свеженарезанными овощами (лук, томаты), зеленью, дрожжевыми лепёшками (тандыр-нан) и горячим зелёным чаем.
При приготовлении блюда из мяса выделяется большое количество жира, который собирают в стоящий на углях поддон и используют для приготовления супа шурпа.